# Barry Finnerty

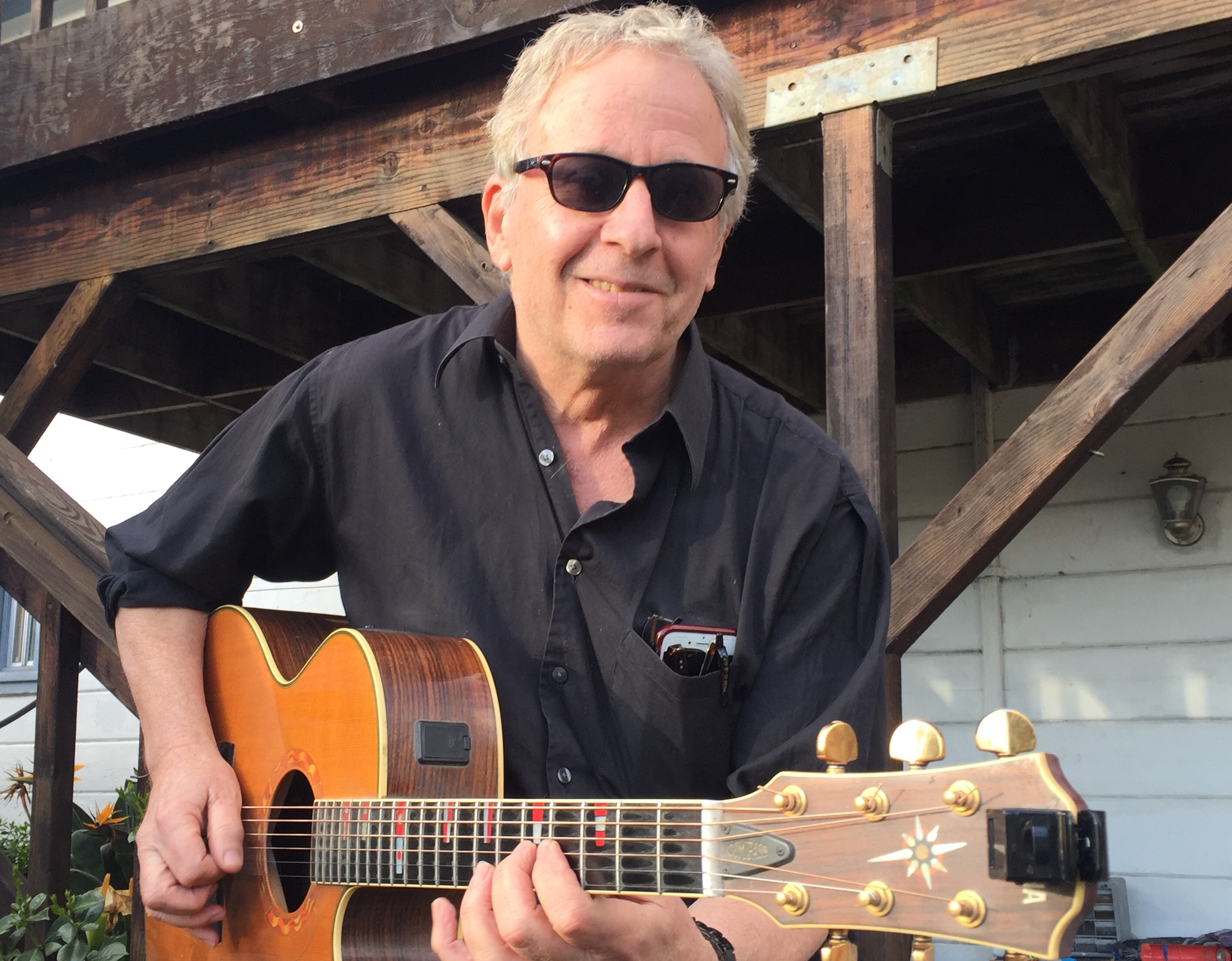
Barry Finnerty, 2018

Michael Barry Finnerty (* 3. Dezember 1951 in San Francisco) ist ein amerikanischer Fusionmusiker (Gitarre, Keyboards), der vor allem durch seine Arbeit als Studiomusiker bekannt geworden ist. Auch hat er eigene Bands geleitet und zwei Lehrbücher verfasst.

## Leben und Wirken
Finnerty, Sohn des Schauspielers Warren Finnerty (1924–1974), wuchs in Kalifornien und teilweise auch in Hongkong auf. Als fünfjähriges Kind erhielt er Klavierunterricht; mit 13 Jahren begann er Gitarre zu spielen; er spielte bald in Beatbands. Von 1969 gehörte er bis 1972 zu Beefy Red. Er studierte am San Francisco Conservatory of Music und der University of California, Berkeley. 1971 besuchte er auch das Berklee College of Music. 
Dann zog er nach New York City, wo er ab 1973 mit Chico Hamilton spielte, mit dem er auch auf dem Montreux Jazz Festival auftrat. 1975 holte ihn Joe Farrell in seine Band; dann war er Mitglied von Blood, Sweat & Tears. Zwischen 1978 und 1981 gehörte er zu den Brecker Brothers; von 1979 bis 1984 war er zudem für The Crusaders und für John Serry tätig. Auch gründete er mit Carl Palmer, Todd Cochran, John Nitzinger und Eric Scott die Gruppe PM. 1980 tourte er mit Billy Cobham in Europa. 1981 nahm er mit Miles Davis auf, der ihn jedoch noch während der Arbeiten an The Man with the Horn durch Mike Stern ersetzte. Dann gründete er eigene Bands. Weiterhin nahm er mit Thad Jones/Mel Lewis, Rimona Francis, Ray Barretto, Hubert Laws, Tom Harrell, Steve Grossman,  Terumasa Hino und Didier Lockwood auf.

## Diskographische Hinweise
- New York City (1982)
- 2B Named Later (Cheetah Records, 1988)
- Straight Ahead (Arabesque Records, 1994)
- Space Age Blues (Hot Wire Records, 1998)
- Trazz! (Birdland Records, 2003)
- Manhattan Sessions Vol. 1 (ESC, 2010)
- Blues for Trane (Cheetah Records, 2010)
- Nothing's Gonna Be All Right (Birdland, 2014)

## Schriften
- The Serious Jazz Practice Book Sheer, 2006; ISBN 978-1883217426
- The Serious Jazz Book II Sheer, 2008; ISBN 978-1883217556